# Passatel
Passatel era un programma radiofonico di Radio Popolare basato sui piccoli annunci degli ascoltatori.
Condotto da Gianpiero Jam Kesten con la partecipazione in veste di co-conduttori di diversi redattori/collaboratori della radio, Passatel consta di un'ora di trasmissione nella quale gli ascoltatori della radio possono offrire e cercare oggetti e servizi.
Nata nel 1993 da un'idea di Cristiano Valli, autodefinitasi "suq radiodiffuso". Gli annunci non sono letti dai conduttori ma direttamente dagli inserzionisti, come è nello stile "microfono aperto" di Radio Popolare.
Gli ascoltatori ricevono domande a volte pertinenti, a volte stralunate che hanno l'intento di rendere più vivace l'ascolto, da questo spirito nasce il motto della trasmissione: "Dallo spillo al passaggio, dall'amore al messaggio".
Per molti anni il programma è andato in onda ogni giorno dal lunedì al venerdì e dal 2008, per 5 anni, il martedì c'è stato un appuntamento fisso con Passatel Job, che si occupava in modo specifico di inserzioni di offerta e ricerca di lavoro.
Tra i conduttori del passato: Cristiano Valli, Filippo Solibello, Elisabetta Fusconi, Elisabetta Jankovic, Davide Facchini e Luca Gattuso (fino al 2011), Leonardo Verzaro (2011-12), Disma Pestalozza (2013), Matteo Villaci (fino ad aprile 2015), Francesco Tragni (2015-16), Alessandro Diegoli (2016-18), Marta Zambon e Giacomo Panzeri (trasmissioni del sabato, 2016-18 e del venerdì, 2018-19).
Per motivi etici non sono ammessi annunci riguardanti pellicce ed armi. Inoltre, per evitare il sovraffollamento di questo tipo di richieste, non sono ammesse le offerte di vetture, salvo che in regalo. Inoltre, sono vietati annunci di vendita o affitto di immobili.
Il nome deriva dalla frase "passaggio in Videotel", nelle prime edizioni gli annunci erano anche replicati su quella piattaforma.